# Harry Randrianaivo
Harry Elysé Randrianaivo (ur. 23 maja 1978) – madagaskarski piłkarz grający na pozycji napastnika. W swojej karierze rozegrał 23 mecze i strzelił 14 goli w reprezentacji Madagaskaru.

## Kariera klubowa
W swojej karierze piłkarskiej Randrianaivo grał w reuniońskim klubie AS Marsouins.

## Kariera reprezentacyjna
W reprezentacji Madagaskaru Randrianaivo zadebiutował 19 sierpnia 1990 roku w wygranym 1:0 meczu kwalifikacji do Pucharu Narodów Afryki 1992 z Angolą, rozegranym w Luandzie. Od 1990 do 2003 wystąpił w kadrze narodowej 23 razy i strzelił 14 goli.